# Stanislav Zima
Stanislav Zima (13. dubna 1935 – 11. ledna 2023) byl český veterinární chemik a vysokoškolský učitel, v letech 1994 až 2000 rektor Veterinární a farmaceutické univerzity Brno.
Do roku 1990 působil jako asistent, odborný asistent a po své habilitaci v roce 1979 i jako docent na Vysoké škole veterinární a farmaceutické v Brně, konkrétně na její Katedře chemie, fyziky a biochemie. Vrcholu kariéry dosáhl až po sametové revoluci, když byl v roce 1990 jmenován profesorem a stal se prorektorem Vysoké školy veterinární a farmaceutické. Od února 1991 do ledna 1994 působil jako děkan její Fakulty veterinární hygieny a ekologie a v letech 1990 až 2003 zastával funkci přednosty Ústavu biochemie a biofyziky.
V únoru 1994 se ujal funkce rektora celé univerzity, která se pod jeho vedením v roce 1995 přejmenovala na Veterinární a farmaceutickou univerzitu Brno. Ve funkci rektora setrval po dvě funkční období do roku 2000, kdy jej vystřídal farmaceut Václav Suchý. Stanislav Zima zemřel v lednu 2023 ve věku 87 let.